# نقشه‌نگاری آسمان

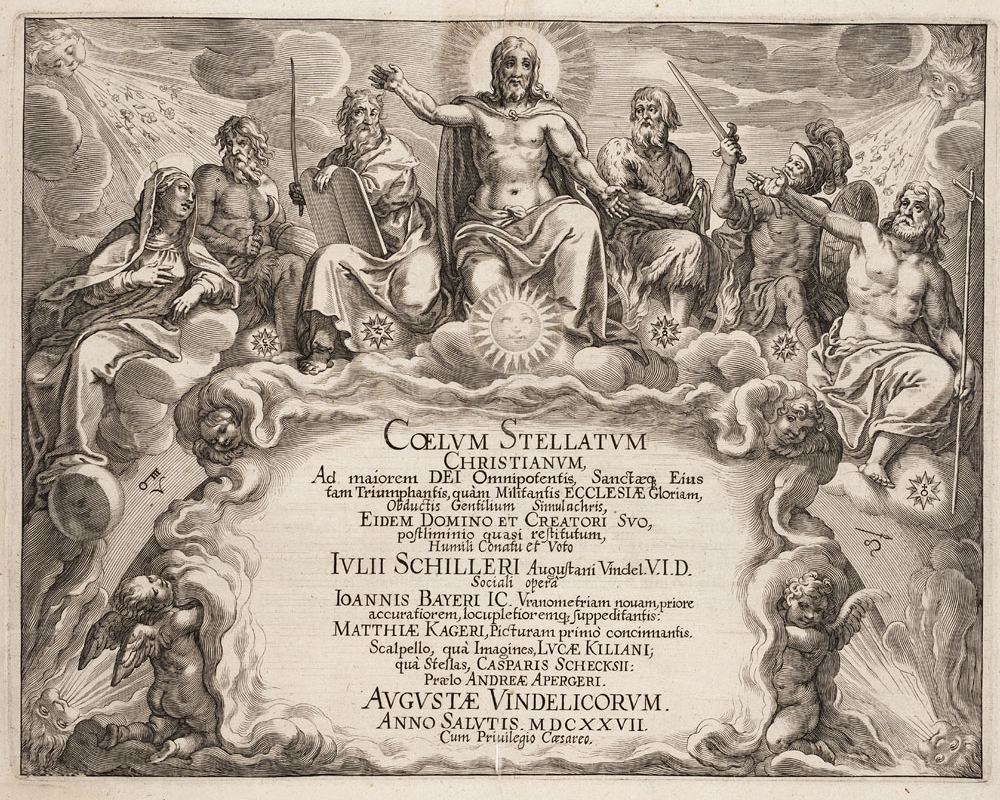
سرفصل ستاره آسمان مسیحی.

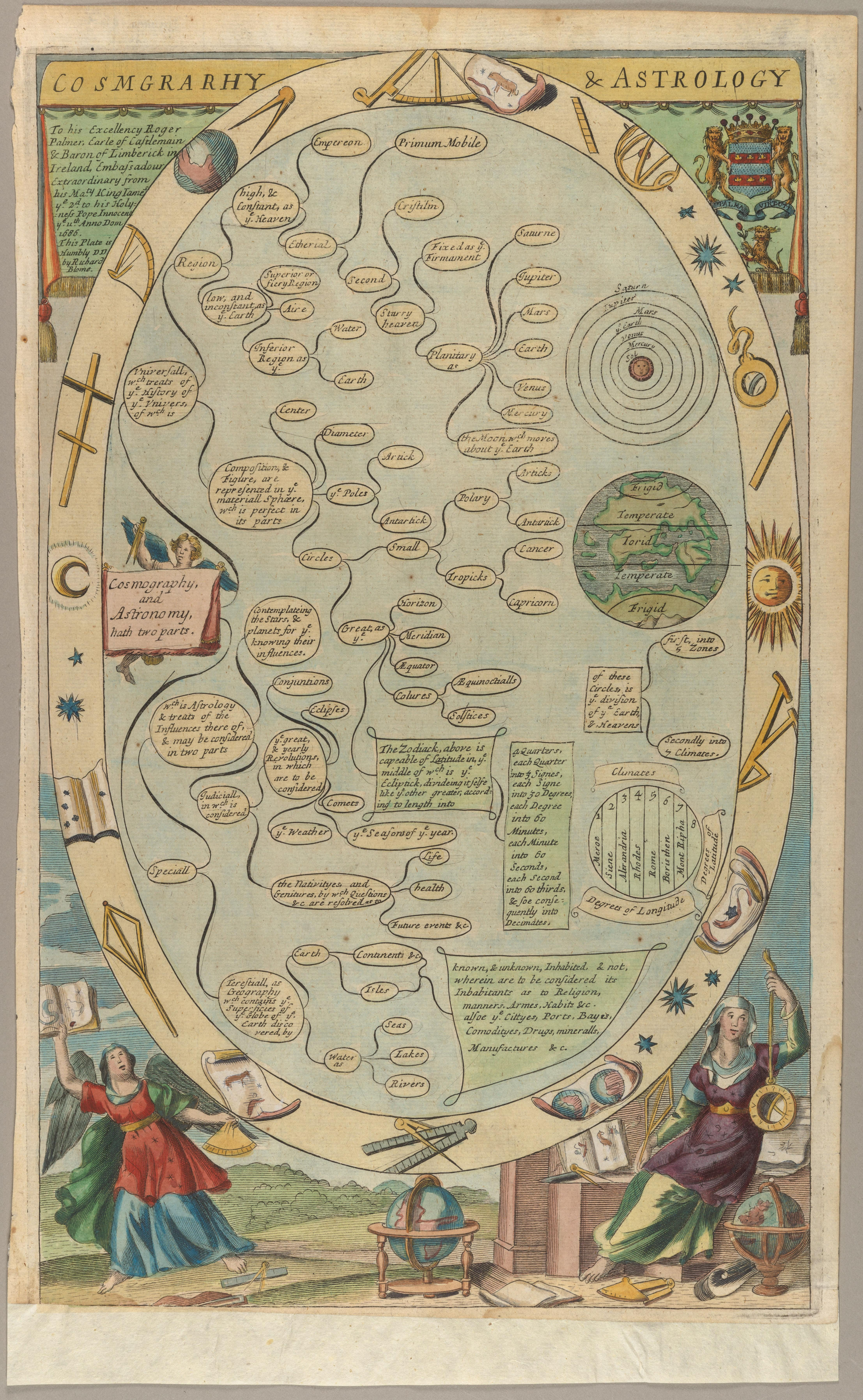
This print, published in Richard Blome’s "The Gentleman's Recreation" (1986) shows the diverse ways in which cosmography can be applied

نقشه‌نگاری آسمان یا ستاره‌نقشه‌برداری (به انگلیسی: Celestial cartography), شرح جایگاه ستارگان، یا ستاره‌های نقشه‌برداری و در حاشیه اخترشناسی و شاخه‌ای از نقشه‌نگاری در رابطه با ستاره‌نقشه‌برداریِ، کهکشان‌ها، و دیگر جرم‌های آسمانی در کرهٔ آسمانی است. اندازه‌گیری موقعیت و نور اشیاء ترسیم‌شده نیازمند گونه‌هایی از ابزار و تکنیک‌ها است. این تکنیک‌ها از اندازه‌گیری زاویه با چارک و با چشم غیر مسلح از طریق استفاده از سکستانت همراه با لنز برای بزرگنمایی نور، تا روش‌های پیشرفته‌تر که شامل تلسکوپ‌های فضایی خودکار کامپیوتری پیشرفته است. در طول تاریخ نقشه‌نگاران آسمان جدول‌های سیاره‌ای موقعیت، جدول‌های ستاره‌ای و نقشه‌های ستارگان را برای استفاده توسط هر دو گروه ستاره‌شناسان آماتور و حرفه‌ای تولید کرده‌اند. اخیراً نقشه‌های کامپیوتری ستارگان نیز به کار گرفته شده‌است، و به طور خودکار موقعیت تلسکوپ‌ها با استفاده از پایگاه داده‌های ستارگان و دیگر جرم‌های آسمانی انجام می‌شود.